# Caput medusae
Ein Caput Medusae (lateinisch für Kopf der Medusa) ist ein klinisches Zeichen, das sich in Form von sichtbarer Ausdehnung geschlängelter Venen (Venae paraumbilicales) im Bereich des Bauchnabels infolge einer Blutstauung durch eine portale Hypertension zeigt.

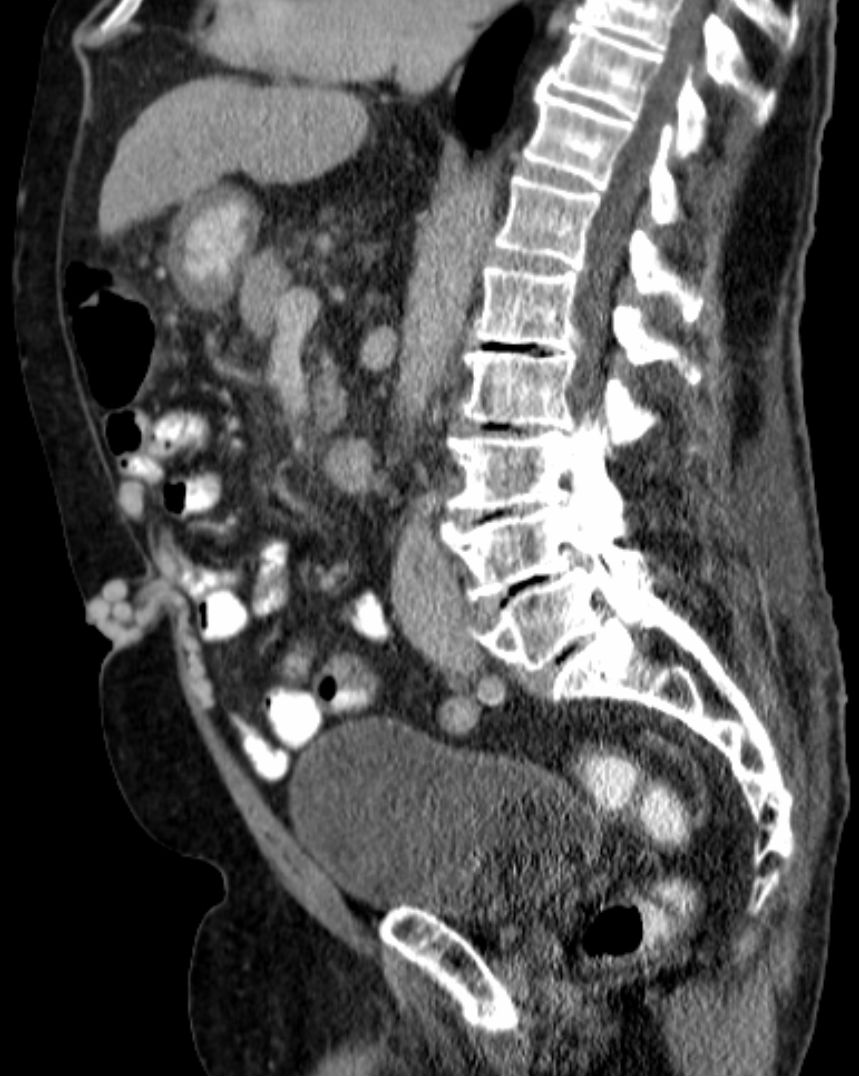
Caput Medusae in der Computertomographie: Es ist gut zu erkennen, wie die erweiterten Venen sich durch den Nabel vorwölben.

## Ursache
Durch eine pathologisch bedingte Stauung im Pfortaderkreislauf der Leber (meistens durch Leberzirrhose) kommt es zur Vergrößerung der portokavalen Anastomosen, die das Blut in einem Umgehungskreislauf der unteren Hohlvene (Vena cava inferior) und somit dem Herzen zuführen. Die unter der Bauchdecke im Bereich des Bauchnabels gelegenen Venae paraumbilicales werden durch die erhöhte Belastung ausgedehnt und unter der Haut sichtbar.

## Caput medusae beim Glaukom
Die Bezeichnung  Caput Medusae beschreibt auch eine episklerale (lockere Bindegewebsschicht auf der Lederhaut des Auges) Erweiterung der Gefäße bei einem akuten Glaukom. Bei dieser Augenerkrankung ist zeitweise oder dauerhaft der Augeninnendruck erhöht.

## Begriff
Der Begriff hat seinen Ursprung in der griechischen Mythologie. Die Medusa trug nach ihrer Verwandlung durch Athene Schlangen auf dem Kopf, ein Bildnis, das dem beschriebenen Befund ähnelt.